# ミラクルマスター/7つの大冒険
『ミラクルマスター/七つの大冒険』（原題：The Beastmaster）は、1982年のアメリカとイタリア合作映画。動物を意のままに操つることのできる主人公が、悪逆非道な司祭を倒すまでを描いたファンタジー・アドベンチャー作品。

## ストーリー
太古の昔。広大な砂漠を領するアルークという国では、国王ゼッドから実権を奪おうと企む悪徳司祭のマークスが、アー教という宗教を盾に傍若無人の振る舞いをしていた。
ある時、妖怪から「これから生まれる2人の間の子供が、お前を殺すだろう」とを聞いたマークスは怒り、妖怪に子供を殺せと命じた。妖怪は王夫婦から子供を奪い、王妃の子宮の子供を連れて来た牛の腹に移しかえる。野原で牛の腹を裂き、子供を殺そうとするが、通りかかった旅人が妖怪にナイフを投げて子供を助けた。旅人はエムール国の長老で、彼は子供をダールと名付け自分の子として育てる。
少年になったダールは、熊を自分の意のままに操れる能力に気付いた。月日が経ち青年となったダールは、丘で畑仕事をしていると、蛮族ジャンが襲いかかってきて、エムールはダールを除いて全滅した。彼は以前、父が自分は本当の親ではないこと、正体を知りたかったらアルークの谷へ行けといっていたことを思い出し、彼の目というべき鷲と愛犬コドを連れて旅へ出る。途中で2匹のいたずら者のフェレットや、熊、黒豹が仲間に加わり、ダールはマークスの邪悪な陰謀に立ち向かう。

## キャスト
| 役名           | 俳優                 | 日本語吹き替え | 日本語吹き替え |
| 役名           | 俳優                 | TBS版          | テレビ朝日版   |
| -------------- | -------------------- | -------------- | -------------- |
| ダール         | マーク・シンガー     | 大塚芳忠       | 原康義         |
| キリ           | タニア・ロバーツ     | 土井美加       | 高島雅羅       |
| マークス       | リップ・トーン       | 石田弦太郎     | 坂口芳貞       |
| セス           | ジョン・エイモス     | 屋良有作       | 内海賢二       |
| タル           | ジョシュ・ミルラッド | 山岡葉子       | 浪川大輔       |
| ゼッド         | ロッド・ルーミス     | 平林尚三       | 嶋俊介         |
| サッコ         | ラルフ・ストレイト   | 西尾徳         | 阪脩           |
| 若きダールの父 | ベン・ハマー         |                | 藤本譲         |
| 若き日のダール | ビリー・ジャコビー   |                |                |
| ゼッドの妻     | ヴァナ・ボンタ       |                |                |

- TBS版 - 初回放送：1987年4月9日 深夜放送枠
- テレビ朝日版 - 初回放送：1990年5月13日 『日曜洋画劇場』

## スタッフ
- 監督：ドン・コスカレリ
- 製作：ポール・ペパーマン、シルヴィオ・タベット
- 脚本：ドン・コスカレリ、ポール・ペパーマン
- 撮影：ジョン・オルコット
- 音楽：リー・ホールドリッジ
- 編集：ロイ・ワッツ
- 美術：コンラッド・A・アンゴーン
- 録音：アンソニー・サンタ・クロース
- SFX/VFX/特撮：マイケル・マイナー
- 特殊メイク：ウィリアム・マンズ
- 衣裳デザイン：ベティ・ペカ・マッデン

## 続編
この作品にはマーク・シンガー主演の続編が、1991年にミラクルマスター II/L.A.時空大戦（原題：Beastmaster 2: Through the Portal of Time）、1996年にミラクルマスター３／ハード・クエスト（原題：Beastmaster III: The Eye of Braxus）（日本未公開）の2本製作されている。
また、ダニエル・ゴダードを主演としたTV版 Beastmaster（日本未公開）が1999年～2002年に、アメリカ、オーストラリア、カナダ共同で3シーズン66話作られている。